# Municipio de Wesson
El municipio de Wesson (en inglés: Wesson Township) es un municipio ubicado en el condado de Union en el estado estadounidense de Arkansas. En el año 2010 tenía una población de 394 habitantes y una densidad poblacional de 7,15 personas por km².

## Geografía
El municipio de Wesson se encuentra ubicado en las coordenadas 33°7′32″N 92°47′7″O / 33.12556, -92.78528. Según la Oficina del Censo de los Estados Unidos, el municipio tiene una superficie total de 55.09 km², de la cual 55,09 km² corresponden a tierra firme y (0 %) 0 km² es agua.

## Demografía
Según el censo de 2010, había 394 personas residiendo en el municipio de Wesson. La densidad de población era de 7,15 hab./km². De los 394 habitantes, el municipio de Wesson estaba compuesto por el 81,22 % blancos, el 15,48 % eran afroamericanos, el 0,76 % eran amerindios, el 2,03 % eran de otras razas y el 0,51 % eran de una mezcla de razas. Del total de la población el 2,03 % eran hispanos o latinos de cualquier raza.